# Allium monophyllum
Allium monophyllum là một loài thực vật có hoa trong họ Amaryllidaceae. Loài này được Vved. ex Czerniak. mô tả khoa học đầu tiên năm 1930.